# Mémoires (Jacques Delors)
 (janvier 2022).
Les Mémoires de Jacques Delors est un ouvrage d'entretien avec Jean-Louis Arnaud (écrivain et journaliste) paru en 2003. L'homme revient sur l'ensemble de son parcours, de ses engagements syndicaux de jeunesse jusqu'à la présidence de la Commission européenne.
Jacques Delors y expose avec clarté mais sans flamboiement inutile les actions qu'il a menées tout au long de sa carrière. 

## Analyse de l'ouvrage

### Un engagement personnel et une action politique cohérents
Le premier aspect de ces Mémoires est qu'ils ne sont pas épiques. Jacques Delors expose avec modestie son engagement et ses actions et donne à l'ouvrage une tonalité terne, compensée par la grande cohérence de la biographie de l'homme. 
L'engagement personnel des débuts va de pair avec la tentative d'analyse de la société. Cet intellectuel met en harmonie sa vision de l'homme avec celle de la société, et sa vision de la société avec son action politique.

### Un technocrate de laBanque de Franceet duPlan?
Jacques Delors s'épanouit dans ses activités au Commissariat au Plan. Il se rapproche alors de la prise de décision tout en pouvant exercer ses capacités d'analyse. 
Oui au travers des pages, Jacques Delors se révèle un technocrate, mais au sens premier du terme. Il utilise les méthodes mises à dispositions par les sciences humaines pour se faire une idée précise de l'état de la société et de l'économie. Cela a un aspect froid, mais cette attitude consistant à être modeste devant les données révélées par ses lourds dossiers fait de lui un authentique pragmatique. C'est grâce à cela qu'il bouscule les idées reçues et dépasse les clivages idéologiques fondés sur des croyances. C'est cela qui lui donne sa hauteur de vue.
Cette vision des choses doublée d'une prudence fait de lui un modéré, mais aussi un partisan d'une politique économique orthodoxe. Il sera ainsi l'un des initiateurs du tournant de la rigueur initiée par le gouvernement de Pierre Mauroy

### La défense de laméthode communautaire
En arrivant à la Commission européenne, Jacques Delors met en œuvre cette capacité d'analyser les faits sans a priori. C'est ainsi qu'il se montre ouvert aux points de vue des autres dirigeants européens et devient un président dont la compétence est reconnue par tous. 
Il se fait défenseur de ce qu'il appelle la méthode communautaire, mélange de compromis et de volonté commune d'aller de l'avant. C'est dans ce cadre qu'est négocié l'Acte unique européen, son « traité favori ». Ce texte a selon lui pour but de favoriser la prospérité européenne par le développement des échanges tout en soutenant par des politiques structurelles l'émergence de solidarités entre les États membres, permettant de corriger les écarts de développement entre les régions.

### L'avenir de l'Europe selon Jacques Delors
Jacques Delors pense que la Nation a un avenir. Il entrevoit donc la future Union comme une fédération d'États-nation où le transfert se souveraineté se fait en fonction du principe de subsidiarité. Pour lui, la méthode fédérale « Affiche sa supériorité », car elle permet de définir « Sans équivoque "qui fait quoi" et "qui est responsable de quoi" ».
Il souligne également les apports importants des pays d'Europe centrale et orientale : « La corbeille de mariage est plus riche qu'on ne le dit ». Dans cette optique il appelle à un effort exceptionnel dans les Balkans.
Concernant la méthode d'action, il défend la méthode communautaire et préconise la mise en œuvre de coopérations renforcées, rappelant que ces coopérations ont déjà fait leurs preuves par le passé. 
Mais Jacques Delors ne voit pas cet élargissement sans la création d'un cadre solide pour le développement durable et équitable. Pour lui, un espace-marché de 500 millions d'individus présente des grandes potentialités, mais est largement insuffisant. Il rappelle le triptyque qui selon lui a présidé à l'Acte unique : « La concurrence qui stimule, la coopération qui renforce, la solidarité qui unit »